# فيزياء التربة

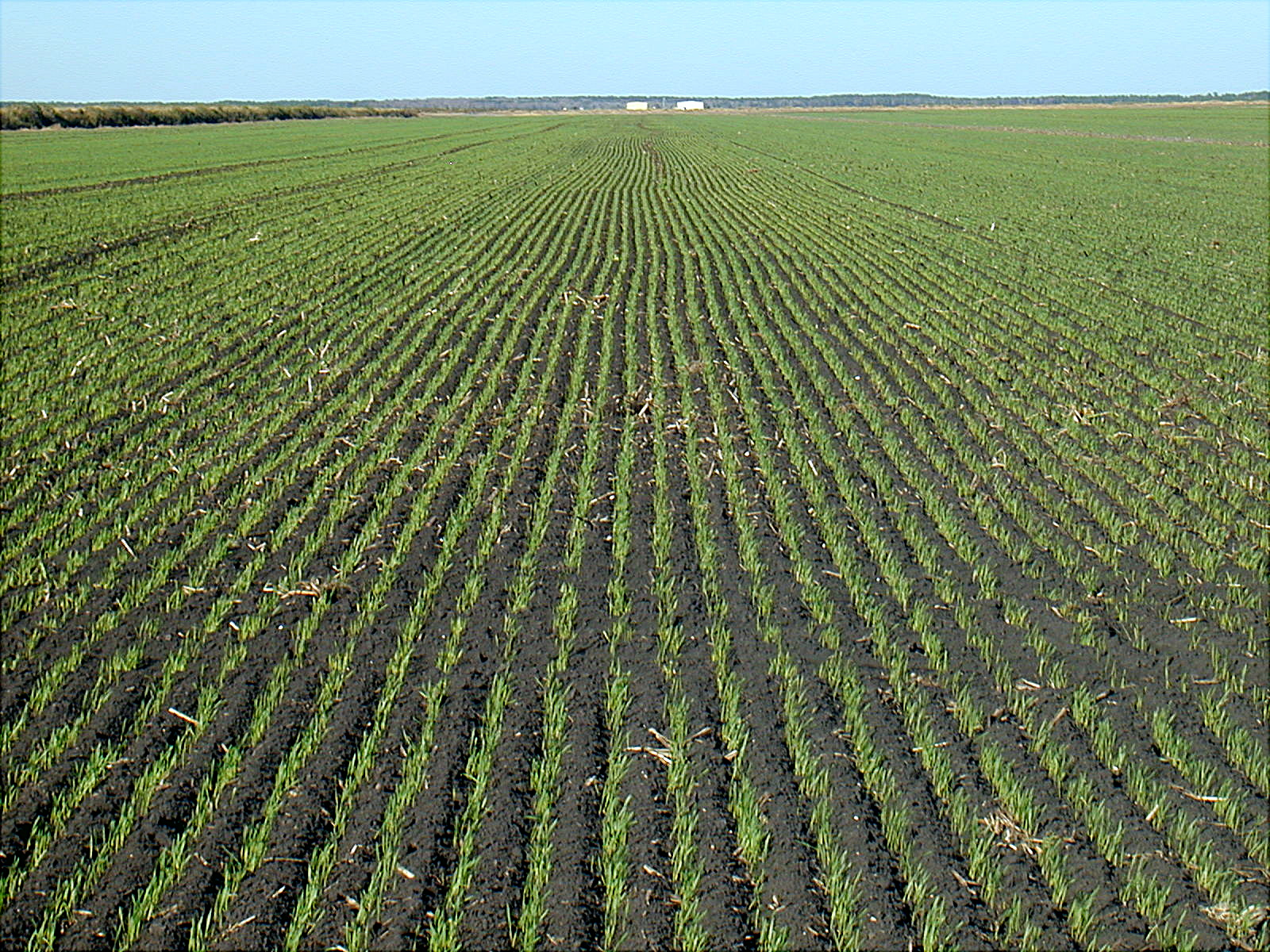

فيزياء التربة من فروع الفيزياء تدرس خصائص ومعالجة التربة الزراعية، تدخل في شئون إدارة النظم البيئية والتنبؤ بحالتها. وتتعامل مع التغيرات التي تطرأ على مركبات التربة في حالاتها الثلاث الصلبة والسائلة والغازية. وتفيد في دراستها من علوم الهندسة والكيمياء الفيزيائية وعلوم القياس وتوظفها في إيجاد حلول لمشاكل التربة والزراعة.

## إسهامات
- إدغار بكنغهام (1867-1940) الذي قام بتطوير فكرة انتشار الغازات في التربة ضمن نطاق الارتشاح.
- لورينزو ريتشارد (1904-1993) بمساهمته في جريان الماء في طبقة الارتشاح وقياس كمية الماء في هذه الطبقة باستعمال مقياس الرطوبة الأرضية.
- جون فيليب (1927-1999) من خلال دراسة تحليلية لجريان الماء داخل التربة مؤسسا لما بات يعرف بميكانيكا البيئة.

## وصلات خارجية
- سلسلة محاضرات في فيزياء التربة
- موقع أكاديمي في فيزياء التربة